# Бейтс, Майкл (актёр)
Майкл Хаммонд Бейтс (англ. Michael Hammond Bates; 4 декабря 1920, Джханси, Британская Индия — 11 января 1978, Лондон, Великобритания) — британский актёр.

## Детство и юность
Бейтс родился в 1924 году в индийском городе Джханси, находящимся на тот момент в составе Британской Индии, в семье Сары Кларк (1896—1982) и англо-индийского государственного служащего Гарри Стюарта Бейтса (1893—1985). Майкл получил образование в Аппингамской школе Колледжа Святой Екатерины. В 1942 году был призван в Британскую индийскую армию, принимал участие в Бирманской кампании.

## Карьера
В 1953 году Майкл Бейтс принял участие в Стратфордском шекспировском театральном фестивале в Канаде, играл в спектаклях «Ричард III» и «Всё хорошо, что хорошо кончается».
В 1970-х годах Бейтс был популярным «сериальным» актёром. Из-за роли индийца Ранги Рама в «It Ain’t Half Hot Mum» актёр попал в скандал. Создатели сериала были обвинены в том, что взяли на роль европейца и нанесли ему грим «блэкфейс». В 2013 году в интервью «The Daily Telegraph» журналист Джимми Перри утверждал, что Бейтс играл не в гриме, а имел естественный загар. Ныне сериал не транслируется на британском телевидении.
Майкл Бейтс отметился и серьёзными ролями в большом кино. Актёр снимался в фильмах «Битва за Британию», «О, что за чудесная война», «Паттон». В 1971 году Бейтс сыграл офицера Барнса в фильме Стэнли Кубрика «Заводной апельсин».

## Личная жизнь
В 1953 году Бейтс женился на Маргарет Чисхолм. В семье родилось трое детей: Руперт (также стал актёром), Камилла и Джолион.
Бейтс был сторонником Консервативной партии. Правые взгляды Бейтса резко контрастировали с левыми взглядами его коллеги по сериалу «Last of the Summer Wine» Билла Оуэна. Из-за постоянных ссор между двумя актёрами съёмки были на грани срыва.
Бейтс умер 11 января 1978 года в Лондоне. Причиной смерти стал рак.

## Избранная фильмография
| Год  |   | Русское название                                               | Оригинальное название                                                | Роль                           |
| ---- | - | -------------------------------------------------------------- | -------------------------------------------------------------------- | ------------------------------ |
| 1959 | ф | Я в порядке, Джек!                                             | I'm All Right Jack                                                   | Бутл                           |
| 1964 | ф | Доктор Стрейнджлав, или Как я перестал бояться и полюбил бомбу | Dr. Strangelove or: How I Learned to Stop Worrying and Love the Bomb | служащий ВВС США               |
| 1969 | ф | О, что за чудесная война                                       | Oh! What a Lovely War                                                | пьяный младший капрал          |
| 1969 | ф | Битва за Британию                                              | Battle of Britain                                                    | уорент-офицер Уорвик           |
| 1970 | ф | Паттон                                                         | Patton                                                               | фельдмаршал Бернард Монтгомери |
| 1971 | ф | Заводной апельсин                                              | A Clockwork Orange                                                   | Барнс                          |
| 1971 | ф | Исступление                                                    | Frenzy                                                               | сержант Спирман                |